# 유인 (회양왕)
회양왕 유인(淮陽王 劉縯, ? ~ ?)은 중국 전한의 황족 · 제후왕으로, 마지막 회양왕이다.
회양문왕 유현의 아들로, 회양문왕 26년(기원전 2년)에 아버지가 죽자 회양왕을 계승했다. 회양왕 인 19년(18년), 신나라 황제 왕망이 황제가 되면서 공작으로 폄하됐으며, 이듬해에는 작위를 잃었다.